# Викальви
Викальви (итал. Vicalvi) — коммуна в Италии, располагается в регионе Лацио, в провинции Фрозиноне.
Население составляет 854 человека (2008 г.), плотность населения составляет 104 чел./км². Занимает площадь 8 км². Почтовый индекс — 3030. Телефонный код — 0776.

## Демография
Динамика населения:

## Администрация коммуны
- Официальный сайт: